# 性高潮控制
性高潮控制（英語：Orgasm control）俗稱寸止（edging），是一种性技巧，即维持长时间的性刺激但不达到性高潮。
男性进行性高潮控制时，被刺激者将长时间地直接接受性刺激。在此期间，接受性刺激但不高潮的做法会使被刺激者产生不适。但其最终性高潮时，所获得的性快感可能会比传统的性高潮更为强烈。
透過手淫進行的，俗稱控射（控制射精），其中包括密集刺激龜頭的龜頭責，可視為一種BDSM。
性高潮控制最初名为“慢自慰”，由Alex Comfort在1993年出版的书籍《The New Joy of Sex》首次提出此概念。Vera Bodansky和Steve在2000年出版的同名书籍将其命名为《扩展海量性高潮》，该技巧类似于利亚和鲍勃施瓦茨的书籍《一小时高潮》（1988）中的Venus Butterfly。